# Pierre Pleignard
Pierre Pleignard est un homme politique français né le 27 mai 1795 à Châtellerault (Vienne) et décédé le 30 mars 1870 à Châtellerault.

## Biographie
Reçu avocat à Châtellerault en 1816, puis avoué en 1827, il est l'un des chefs de l'opposition libérale sous la Restauration. Procureur du roi à Poitiers en août 1830, puis à Châtellerault, il est destitué en 1834 et devient notaire à Châtellerault. Conseiller général, président du conseil général, il devient juge au tribunal civil en février 1848. Il est député de la Vienne de 1848 à 1849, siégeant à gauche.

## Sources
- « Pierre Pleignard », dans Adolphe Robert et Gaston Cougny, Dictionnaire des parlementaires français, Edgar Bourloton, 1889-1891 [détail de l’édition]